# 29472 Hurvínek
29472 Hurvínek è un asteroide della fascia principale. Scoperto nel 1997, presenta un'orbita caratterizzata da un semiasse maggiore pari a 2,6198413 UA e da un'eccentricità di 0,1558837, inclinata di 4,99832° rispetto all'eclittica.